# MacKenzie Boyd-Clowes
MacKenzie Boyd-Clowes, né le 13 juillet 1991 à Toronto, est un sauteur à ski canadien. Il est un garçon. Il est un skieur de saut à ski. Je m'imagine pas faire du saut à skis!

## Carrière
Boyd-Clowes commence le saut à ski à l'âge de 7 ans et trois ans plus tard, il est choisi dans le programme de développement des athlètes pour les Jeux olympiques de Vancouver 2010. Ayant pour modèle le sauteur Adam Malysz, il se rend en Europe deux ans plus tard et est au départ de ses premières compétitions FIS en 2005-2006, dont les Championnats du monde junior. Il est diplômé de la National Sport School à Calgary.
Il fait ses débuts en Coupe du monde en 2009, année où il est sélectionné pour ses premiers Championnats du monde à Liberec, occupant le 46e rang au grand tremplin. À l'été 2009, il signe trois résultats dans le top dix en Coupe continentale. Il a l'honneur de participer aux Jeux olympiques d'hiver de 2010 à Vancouver dans son pays, où il ne saute qu'à la compétition par équipes. Il marque ses premiers points en Coupe du monde durant l'hiver 2010-2011 (71e du classement général). En juillet, il monte sur son premier podium en Coupe continentale à Courchevel et en juin 2012 sur la plus haute marche à Stams. Il devient entre-temps champion du Canada à Whistler.
Il est le premier canadien à atteindre une longueur de 200 mètres au vol à ski en février 2013 à Harrachov, pour se classer 19e en Coupe du monde. Il se casse la clavicule une semaine plus tard à la Coupe du monde de Willingen.
En janvier 2014, il termine pour la première fois dans les dix premiers lors de la manche disputée au tremplin de Kulm (neuvième place). Peu après, il participe aux Jeux olympiques de Sotchi, où ses classements sont 37e et 25e en individuel.
Il prend une année sabbatique en 2014-2015 hors du circuit mondial.
Il est se rapproche du top dix en 2016 avec une douzième place à Klingenthal.
En 2018, il améliore sa meilleure performance aux Jeux olympiques lors de l'édition de Pyeongchang, se classant 21e au grand tremplin.
Au début de la saison 2020-2021, il montre un regain de forme, prenant la neuvième place à Wisła (premier top dix depuis six ans), puis la sixième place au deuxième concours d'Engelberg, la meilleure performance de sa carrière.

## Palmarès

### Jeux olympiques
| Épreuve / Édition | Vancouver 2010                   | Sotchi 2014                      | Pyeongchang 2018                 | Pékin 2022                          |
| Petit tremplin    | —                                | 37e                              | 26e                              | 16e                                 |
| Grand tremplin    | —                                | 25e                              | 21e                              | 33e                                 |
| Par équipes       | 12e                              | 12e                              | —                                | —                                   |
| Par équipes mixte | Épreuve inexistante à cette date | Épreuve inexistante à cette date | Épreuve inexistante à cette date | Médaille de bronze, Jeux olympiques |

### Championnats du monde
| Épreuve / Édition | Liberec 2009 | Oslo 2011 | Lahti 2017 | Seefeld 2019 | Oberstdorf 2021 |
| Petit tremplin    | —            | —         | 39e        | 32e          | 34e             |
| Grand tremplin    | 46e          | 39e       | 38e        | 27e          | 28e             |
| Par équipes mixte | —            | —         | 12e        | —            | 10e             |

### Championnats du monde de vol à ski
| Épreuve / Édition | Vikersund 2012 | Harrachov 2014 | Tauplitz 2016 | Oberstdorf 2018 | Planica 2020 |
| Individuel        | 36e            | 30e            | 27e           | 36e             | 23e          |

### Coupe du monde
- Meilleur classement général : 32e en 2021.
- Meilleur résultat individuel : 6e.

#### Différents classements en Coupe du monde
| Année     | Classement général final |
| 2010-2011 | 71e                      |
| 2011-2012 | 68e                      |
| 2012-2013 | 55e                      |
| 2013-2014 | 55e                      |
| 2015-2016 | 44e                      |
| 2016-2017 | 41e                      |
| 2017-2018 | 47e                      |
| 2018-2019 | 51e                      |
| 2019-2020 | 50e                      |
| 2020-2021 | 32e                      |
| 2021-2022 | 63e                      |
| 2022-2023 | 48e                      |

### Coupe continentale
- 6 podiums, dont 1 victoire.

Palmarès à l'issue de la saison 2019-2020